# Califat Fatimita
El Califat Fatimita (الخِلَاْفَةُ الفَاطِمِيَّةُ, al-Ḫilāfa al-Fāṭimiyya) o Estat Fatimita (àrab: الدَّوْلَةُ الفَاطِمِيَّةُ, ad-Dawla al-Fāṭimiyya) fou un califat musulmà de l'edat mitjana, l'únic que tenia el xiisme ismaïlita com a religió oficial. Es va estendre pel nord d'Àfrica i part de l'Orient Mitjà entre el 909 i el 1171. Rep el nom de «fatimita», ja que la dinastia que el dirigí descendia, suposadament, del profeta Muhàmmad per línia de la seva filla Fàtima az-Zahrà.

## Origen
A causa de les guerres civils, el Califat Abbàssida es va anar disgregant. Dintre d'aquestes independències locals, aconseguides abans de l'any 1000, agafa una importància especial la que acabdillà la família fatimita i que desembocà en la proclamació d'un anticalifat xiïta què, a la vegada, i com a eco, mogué l'emir omeia independent a Al-Àndalus, Abd-ar-Rahman III, a proclamar-se a la vegada califa. Així l'islam, com segles després la cristiandat, sofrí un cisma tricèfal —Bagdad, el Caire, Còrdova— entre els anys 929 i 1031, i bicèfal des de 909 fins al 1171.
Els ismaïlites eren grup xiïta que sostenia que l'herència legitima d'Alí requeia en el setè descendent d'aquest (d'aquí el nom de septimams que també reben), Ismaïl, i en llurs legítims successors. Però el que els diferenciava radicalment d'altres branques de la xiïta era la doctrina: afirmaven que el cap de la secta constituïa l'encarnació de la divinitat i, conseqüentment, que estava més enllà del bé i del mal, que era impecable. Naturalment uns ensenyaments d'aquesta mena havien de xocar amb les creences oficials, i per això llurs missioners procediren a la iniciació progressiva dels neòfits.
La predicació ismaïlita fou, doncs, esotèrica: per als principiants, les veritats noves eren escasses i en general coincidien amb les admeses per l'ortodòxia, però, a poc a poc, se'ls anava apartant d'aquesta per acabar convencent-los que llur raó pròpia guiada per una adequada exegesis, en què la càbala hi jugava molt, els portaria a la veritat absoluta. O acabaven convencent-los que tot el que posseïen pertanyia al seu imam i califa.
La propaganda d'aquestes doctrines tingué poc èxit a Orient, però triomfà a Occident, on un dels missioners fatimites, Abu-Abd-Al·lah, assolí a convertir a les seves idees la tribu tunisiana dels kutama i, amb ella com a base, eliminar els aglàbides. Quan el triomf era ja segur cridà el seu cap, Ubayd-Al·lah al-Mahdí, que llavors era a Egipte, perquè pogués fer-se càrrec del poder.
La ruta seguida per aquest corregué per l'interior del Sàhara, però en arribar a Sijilmassa fou detingut per la dinastia local que senyorejava per la ciutat, els midràrides, i ficat en una masmorra, en la qual va haver de polemitzar amb els astròlegs dels seus enemics entorn de la vialitat de la missió que l'esperava. El seu fidel Abu Abd Allah l'alliberà del captiveri amb la força de les armes, el portà a la ciutat de Raqqada i el proclamà califa amb el nom d'al-Mahdí (El Messies). En agraïment pels serveis prestats, al-Mahdí feu assassinar Abu Abd Allah i es consagrà al govern dels seus estats (909-934).
La posterior política fatimita va estar dirigida a dominar la Mediterrània central, enfrontant-se amb la flota dels omeies d'Al-Àndalus, i a conquerir Egipte. diverses expedicions partiren rumb a Orient i totes fracassaren, mancades de punts de suport. Però, per fi, al-Muizz (952-975) assolí la gesta –únic cas en la història- de conquerir la vall del Nil amb un exèrcit procedent d'Occident. L'expedició victoriosa fou cantada pel poeta andalusí al seu servei, Ibn Hani, i com a record manà edificar la ciutat del Caire (969) i construir la mesquita d'al-Azhar, que, al córrer dels segles, han arribat a ser, respectivament, la capital del món àrab i la universitat islàmica per excel·lència.
Els seus successors volgueren continuar la marxa envers l'est, però no foren afortunats i s'estavellaren contra els turcs i els romans d'Orient, que en aquells temps vivien el gran renaixement representat per la dinastia macedònica. El 993 el general fatimita Manjutakin va posar setge a Apamea però aquesta fou socorreguda pels romans, tot i això després de la batalla de l'Orontes el Califat Fatimita va prendre el control de Síria, i l'emperador Basili II va enviar el 995 el seu exèrcit en suport del seu vassall l'emir hamdànida d'Alep quan la seva ciutat era assetjada pels fatimites, i després d'aixecar el setge va fer un setge fallit contra Trípoli i es va retirar a Constantinoble sense annexionar Alep, que va seguir en mans dels hamdànides. Damià Dalassè va posar setge a Apamea el 998, fins a l'arribada de l'exèrcit de socors fatimita de Damasc, sota el comandament de Jaysh ibn Samsama i la seva derrota va obligar Basili a combatre personalment a la regió l'any següent, i va ser seguida el 1001 per la conclusió d'una treva de deu anys amb Al-Hàkim, Encara que no va tenir la força per anar a Palestina i recuperar Jerusalem, les seves victòries van restaurar gran part de Síria a l'imperi, inclosa Antioquia, que era la seu del Patriarca d'Antioquia. Per altra banda, les bogeries d'al-Hakim (996-1020) contribuïren a minvar la força de la dinastia i donaren origen al naixement de la secta dels drusos, que el divinitzà i que tan gran paper polític havia de desenvolupar en terres de Palestina i el Líban.
Aquestes circumstàncies motivaren que els califes fatimites no pogueren evitar la separació de llurs territoris occidentals, que restaren en mans dels síries, primer els seus fidels servidors i després rivals insolents. Per venjar-se d'ells, el califa Al-Mústansir (1036-1094) finançà l'emigració massiva de les tribus àrabs beduïnes dels Banu Sulaym i Banu Hilal, que saquejaren els territoris reticents, arrasaren les oliveres que, des de l'antiguitat, feien la riquesa de Tunísia, i durant segles constituïren un element d'inestabilitat política a tota l'Àfrica Menor, a la qual, per altra banda, contribuïren a donar la capa d'àrabització amb el qual es veu avui dia.
A l'Orient, els fatimites degueren enfrontar-se, després dels romans d'Orient, amb els croats i per fer-hi front recorrien cada vegada més als serveis de turcs mercenaris, què, comanats per l'ayyubí Saladí (1138-1193), suprimiren el Califat Fatimita (1171) i reinstauraren l'ortodòxia sunnita a Egipte.

## Tunísia
- Abu-Muhàmmad Ubayd-Al·lah ibn al-Hussayn al-Mahdí (909-934)
- Abu-l-Qàssim Muhàmmad ibn al-Mahdí al-Qàïm bi-amr-Al·lah (934-946)
- Abu-Tàhir Ismaïl ibn al-Qàïm al-Mansur bi-L·lah (946-952)
- Abu-Tamim Muadh ibn al-Mansur al-Muïzz li-din-Al·lah (952-975)

La dinastia fatimita fou fundada per Said ibn Husayn (conegut com a Ubayd-Al·lah al-Mahdí), d'origen siri, a Tunísia. Amb la idea de controlar el comerç saharià, ràpidament dominaren tot el Magrib central, territoris que ara ocupen el Marroc Oriental, Algèria, Tunísia i Líbia, i l'illa de Sicília. Fracassà, però, en les seves campanyes al Marroc occidental. La capital d'aquesta època inicial era una ciutat de nova planta anomenada Mahdia, en referència al títol de mahdí que es va autoatorgar Said ibn Husayn.
Durant el regnat de Muhàmmad al-Qàïm, es construeix una important flota de 900 vaixells, amb la qual s'ataquen les costes de França i Itàlia. El règim haurà de fer front a una revolta amazic (944-947), liderada per Abu-Yazid, que comptava amb el suport del Califat de Còrdova (el califat omeia de l'Àndalus), i a una revolta siciliana, sufocada quan els kalbites obtingueren el títol d'emirs. També l'Imperi Romà d'Orient es tornà hostil als fatimites, aliant-se amb el Califat de Còrdova, principal responsable de les derrotes fatimites al Marroc occidental.
A diferència del Califat Abbàssida, que s'estava afeblint, el Califat Fatimita estava en ascens, Ismaïl al-Mansur pacifica el regne i Muadh al-Muïzz aconsegueix la conquesta d'Egipte, gràcies a un gir estratègic en les seves aliances i els seus objectius. Efectivament, al seu exèrcit es trobaven nombrosos sicilians, dos contingents Rum (romans d'Orient) i gran quantitat d'amazics que no pertanyien a la tribu dels kutama, sobre la qual s'havia basat l'exèrcit fatimita fins aleshores.

## Egipte
- Abu-Tamim Muadh ibn al-Mansur al-Muïzz li-din-Al·lah (952-975)
- Abu-Mansur Nizar ibn al-Muïzz al-Aziz bi-L·lah (975-996)
- Abu-Alí Mansur ibn al-Aziz al-Hàkim bi-amr-Al·lah (996-1021)
- Abu-l-Hàssan Alí ibn al-Hàkim adh-Dhàhir li-izaz-din-Al·lah (1021-1035)
- Abu-Tamim Muadh ibn adh-Dhàhir al-Mustànsir bi-L·lah (1035-1094)
- Abu-l-Qàssim Àhmad ibn al-Mustànsir al-Mustalí bi-L·lah (1094-1101)
- Abu-Alí Mansur ibn al-Mustalí al-Àmir bi-ahkam-Al·lah (1101-1130)
- Abu-l-Maymun Abd-al-Majid ibn Muhàmmad ibn al-Mustànsir al-Hàfidh li-din-Al·lah (1130-1149)
- Abu-Muhàmmad Ismaïl ibn al-Hàfidh adh-Dhàfir li-din-Al·lah (1149-1154)
- Abu-l-Qàssim Issa ibn adh-Dhàfir al-Fàïz bi-nasr-Al·lah (1154-1160)
- Abu-Muhàmmad Abd-Al·lah ibn Yússuf ibn al-Hàfidh al-Àdid li-din-Al·lah (1160-1171)

Al 969 es culmina la conquesta de l'Egipte als Ikhxídides, on s'instal·la la nova capital (també de nova planta) al Caire l'any 973. La inestabilitat política que causà la irrupció dels fatimites al Magrib havia desviat el comerç transsaharià, i l'hostilitat amaziga no semblava ajudar a reactivar-ho.
Això va forçar un canvi d'estratègia, interessant-se més pel comerç de l'oceà Índic, el qual intentaren desviar des del Golf Pèrsic cap al mar Roig amb nombroses ambaixades a l'Índia i al Iemen, que finalment es va convertir a l'ismailisme sota la dinastia sulayhita.
També posaren els seus ulls a la costa de Síria i Palestina, on aconseguiren dominar nombroses places fortes, i al Hijaz (territori que inclou les ciutats santes de La Meca i Medina), que depenia alimentàriament d'Egipte. Els seus dominis al Magrib central passaren a tenir un paper secundari, donant el viregnat als Zírides, cosa que suposà una progressiva regressió de la frontera occidental.
Per evitar l'hostilitat de les poblacions locals, i conscients de la poca acceptació de l'ismaïlisme entre els egipcis, al-Muizz decretà la completa igualtat religiosa, fins i tot dins l'administració, on els càrrecs es repartiren més pel mèrit que pel llinatge. Aquest detall cap a les altres confessions suposà un important pas en les relacions amistoses amb l'Imperi Romà d'Orient.
Les polítiques fatimites suposaren una important millora en el nivell de vida de l'Egipte, augmentant notòriament la seva riquesa. Aquesta es va mantenir fins al regnat d'Al-Hakim, on la falta de finançament del sistema de reg es va començar a fer notòria. Ja des de l'època d'al-Muizz, les importants despeses militars que suposava la presència a Siria i la xarxa de missioners-ambaixadors varen forçar l'augment dels imposts sobre la terra i sobre el comerç. A més, el manteniment de les infraestructures hidràuliques quedà a càrrec dels mateixos agricultors.

## Decadència
La progressiva degradació de l'agricultura suposà una important crisi econòmica i alimentària. Amb l'objectiu d'evitar revoltes, Al-Hàkim decretà la prohibició del vi i la cervesa, de forma que totes les terres s'haguessin de dedicar a la producció d'aliments de primera necessitat. Això no agradà als no-musulmans, que ho veien com un atac als seus drets. També prohibí la pesca del barb, peix que ajudava de manera natural a la neteja de les canalitzacions agrícoles.
Per reduir la influència de l'església melquita, depenent del patriarca de Constantinoble, es varen confiscar totes les seves propietats. Així mateix, s'ordenà la destrucció del Sant Sepulcre de Jerusalem. Això tenia com a objectiu guanyar-se el favor de la majoria copta, que constituïa la majoria de la pagesia d'Egipte. Una vegada més, la crisi alimentària. Com a conseqüència d'aquestes polítiques, Basili II trencà l'any 1015 les relacions comercials entre el Califat Fatimita i l'Imperi Romà d'Orient.
També, en un intent de guanyar-se als musulmans no-ismaïlites, renuncià al títol d'imam, i nomenà successor el seu cosí. Aquests canvis tan radicals, trencant amb dos dogmes bàsics de l'ismaïlisme, provocaren la confusió i la ira dels ismaïlites. Una part d'ells consideraren que havia passat dels límits humans als divins, naixent així la confessió drusa. L'altra, però, es rebel·là contra ell. L'any 1021 va desaparèixer sense deixar rastre, suposadament assassinat per la seva germana.
Amb la desaparició d'Al-Hàkim es tornà a l'ortodòxia ismaïlita, però el paper de l'imam quedà relegat a un segon pla, ja que aquests eren massa joves per governar. El fill d'Al-Hàkim, Az-Zahir, arribà al poder als 16. A la seva mort, l'imam fou Al-Mustànsir, de 7 anys.
El govern efectiu estava en mans de visirs, més interessats a mantenir l'statu quo que a complir els objectius fatimites. L'any 1038 se signà un nou tractat comercial amb els romans d'Orient, però aquest no tingué els efectes positius que s'esperaven. A més, la situació alimentària es continuà degradant, fins al punt de demanar blat a Constantinoble l'any 1054.
Irònicament, en aquesta situació es produeix un cop d'Estat a l'actual Iraq l'any 1057, poc després de la caiguda de la dinastia abbàssida, passant així les ciutats de Mossul i Bagdad a mans fatimites, culminant l'expansió del seu imperi. Però poc temps després les perden a mans dels seljúcides. El mateix succeí amb Síria i Palestina.
L'arribada dels croats l'any 1099 a Jerusalem suposà un cop definitiu a les seves aspiracions geopolítiques i el califa va deixar de ser una figura autocràtica i fins i tot, d'exercir el poder. al-Hàfidh va ser el darrer califa adult. Finalment, l'oficial Saladí derroca la dinastia fatimita el 1171, i va tornar Egipte als dominis del sunnisme.

## Influència
El fet que l'època daurada del Califat Fatimita coincidís amb una total tolerància religiosa tingué com a conseqüència que, a part de l'herència arquitectònica (com la mesquita d'al-Hàkim), els vestigis de l'ismaïlisme a l'Egipte siguin quasi nuls. Aquests es poden trobar principalment a Algèria i a Tunísia, on precisament aquesta vessant de l'islam va permetre l'ascensió de la dinastia.
Segurament la major influència té el seu origen en l'època de les croades, marcada d'una banda per l'aliança entre els fatimites i els croats, i d'altra per l'enorme poder que va adquirir una branca particular de la xarxa de missioners: la secta dels assassins, de la qual deriva aquesta paraula.